# KS Kamza
Der Klubi Sportiv Kamza war ein albanischer Fußballverein in der Stadt Kamza, einem Vorort von Tirana. Derzeit spielt der Verein in der zweiten Liga. Seine Heimspiele absolviert der Verein im Kamza-Stadion, welches rund 2000 Zuschauern Platz bietet.

## Geschichte
Der 1936 als KS Dajti Kamza gegründete Verein nannte sich seit dem Jahr 2001 KS Dajti, wurde aber 2009 in KS Kamza umbenannt. In der Saison 2011/12 spielte Kamza zum ersten Mal in der ersten Liga, stieg jedoch direkt wieder ab. 2017 gelang der Sieg der Kategoria e parë, so dass erneut der Aufstieg in die erstklassige Kategoria Superiore gelang.
Nachdem man in der Saison 2017/18 den siebten Platz erreicht hatte, stieg Kamza nach der Saison 2018/19 als Tabellenletzter wieder ab. Vorausgegangen war ein tätlicher Angriff von Vereinsverantwortlichen und Fans auf einen Schiedsrichter nach dem Spiel gegen Laci am 24. Spieltag, worauf der KF Kamza aus dem Ligabetrieb ausgeschlossen wurde und als erster Absteiger feststand. In der Folge fehlte es dem Verein an Möglichkeiten, den Spielbetrieb aufrecht zu halten.

## Bekannte Spieler
- Tony da Costa Pinho
- Enri Tafaj